# João Cabral de Melo Neto
João Cabral de Melo Neto, né le 9 janvier 1920 à Recife et mort le 9 octobre 1999 à Rio de Janeiro, est un poète et diplomate brésilien. Il est lauréat du Prix Camões, le plus important prix littéraire du monde lusophone et lauréat du Neustadt International Prize for Literature. Il est membre de l'Académie brésilienne des lettres.

## Biographie
Frère de l'historien Evaldo Cabral de Melo et cousin du poète Manuel Bandeira et du sociologue Gilberto Freyre, il est un ami du peintre Joan Miró et du poète Joan Brossa.
Il se marie deux fois, d'abord avec Maria Stella Barbosa de Oliveira, puis avec l'écrivaine Maria Marly de Oliveira.
Ses œuvres poétiques s'inscrivent dans la tendance surréaliste de la poésie populaire et régionaliste, mais sont caractérisées par leur rigueur esthétique et un lyrisme raffiné. Il décrit notamment la vie misérable des paysans de sa région natale et aride du Pernambouc. 

## Style
Dans la poésie de João Cabral, on voit quelques dualités antithétiques, forgées sans cesse avec un goût pour le baroque. Entre espace et temps, entre dedans et dehors, entre massif et non massif, entre masculin et féminin, entre le désertique nord-est brésilien et l'Andalousie fertile ou entre la Caatinga également désertique et l'humide Pernambouc, avec ses plages et rivières. C'est une poésie qui cause un éloignement à qui attend une poésie émue, étant donné que son travail est cérébral et lucide – en bref, marquée par l'objectivité.
Bien qu'il y ait une tendance surréaliste dans quelques poèmes – surtout dans les premières œuvres, comme Pedra do Sono – João Cabral n'a pas besoin de la passion pour créer une atmosphère poétique, donc il n'est pas dénué de tendance romantique. Cependant, le poète construit son œuvre en élaborant très lourdement les paroles. C'est par ce chemin qu'il manipule la perception, en utilisant des mots concrets, relatifs au sens tactile.
Quelques mots fréquemment utilisés sont : canne, pierre, os, squelette, dent, pointe, rasoir, couteau, faucille, lame. Choses solides et sensations tactiles : c'est la poésie du concret.
Se réclamant de Francis Ponge et Paul Valéry, João Cabral souhaite écrire autant pour le peuple que pour ses pairs. De nombreux Brésiliens connaissent par cœur des passages entiers de Mort et vie sévérine, son livre le plus célèbre, mi-pièce de théâtre, mi-poème. L’œuvre met en scène Sévérino, journalier qui fuit la sécheresse et cherche en vain du travail. Tenté par le suicide, il reprend espoir lors de la naissance de l'enfant d'un charpentier. Si elle traite de la condition des paysans terrassés par la sécheresse, l’œuvre est plus une méditation sur la résignation qu'un appel à la prise de  conscience et à la révolte.

## Accusé de communisme
En 1952, quand le Parti Communiste Brésilien était clandestin, João Cabral de Melo Neto fût accusé de vouloir créer une "cellule communiste" au Ministère des Affaires Étrangères avec quatre collègues, dont Antônio Houaiss. Ils furent licenciés par le président Getúlio Vargas, mais réintégrés par un jugement de la Cour suprême (Supremo Tribunal Federal). Leur avocat avait plaidé que João Cabral n'était pas communiste, mais patriote.

## Œuvres
- Pedra do Sono (1942)
- Os Três Mal-Amados (1943)
- O Engenheiro (1945)
- Psicologia da Composição com a Fábula de Anfion e Antiode (1947)
- O Cão sem Plumas (1950)
- Poesia e composição (1952)
- O Rio ou Relação da Viagem que Faz o Capibaribe de Sua Nascente à Cidade do Recife (1953)
- Morte e Vida Severina (1955)
- Uma faca só lâmina (1955)
- Dois Parlamentos (1960)
- Quaderna (1960)
- A Educação pela Pedra (1966)
- Museu de Tudo (1975)
- A Escola das Facas (1980)
- Auto do Frade (1984)
- Agrestes (1985)
- Crime na Calle Relator (1987)
- Primeiros Poemas (1990)
- Sevilha Andando (1990)
- Tecendo a Manhã (1999)

### Traduction française
- Mort et vie séverine (Morte et vida Severina), traduction de Mathieu Dosse, éditions Chandeigne, 2023  (ISBN 978-2-36732-235-3)